# Zápustkové kování

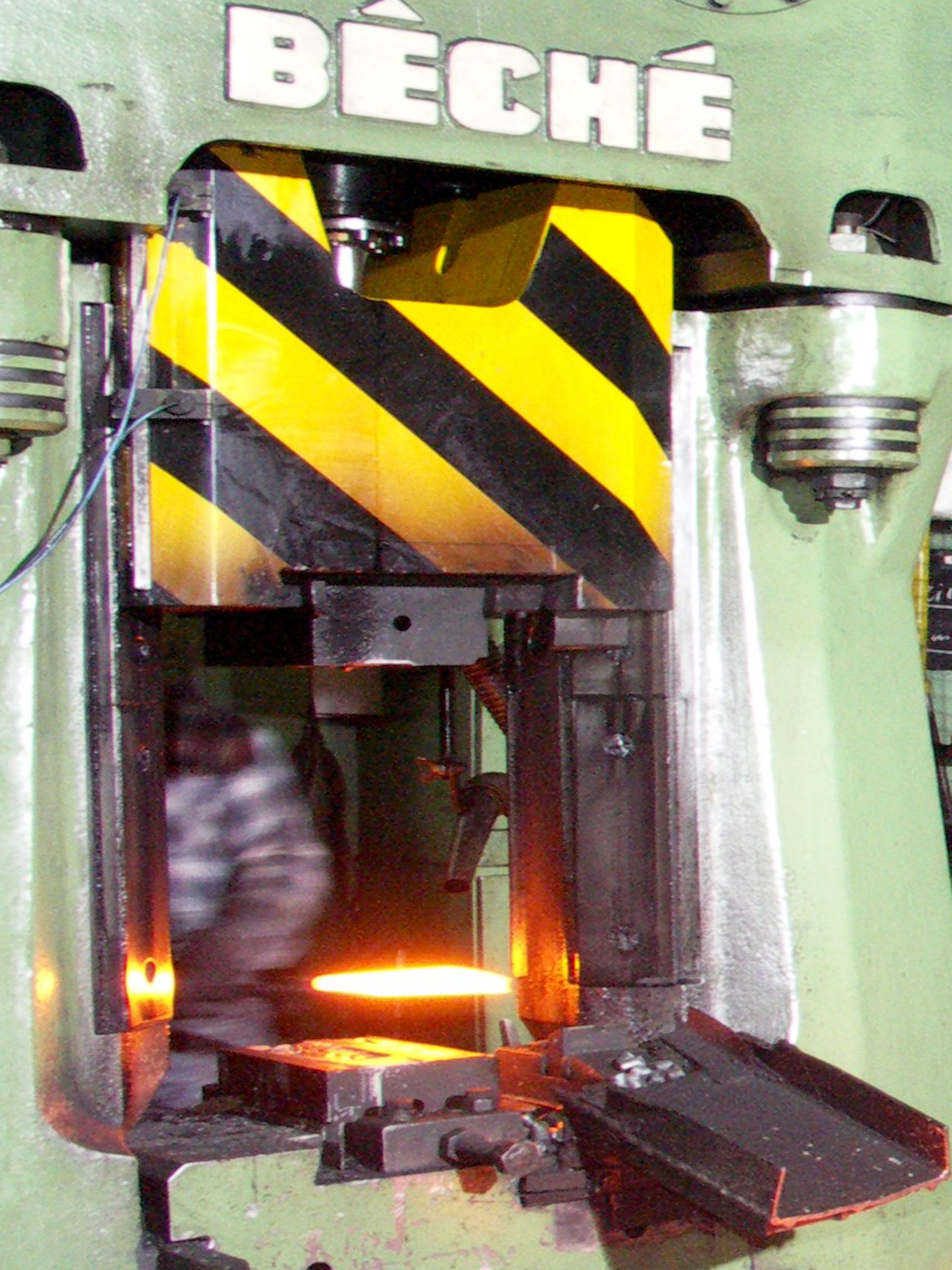

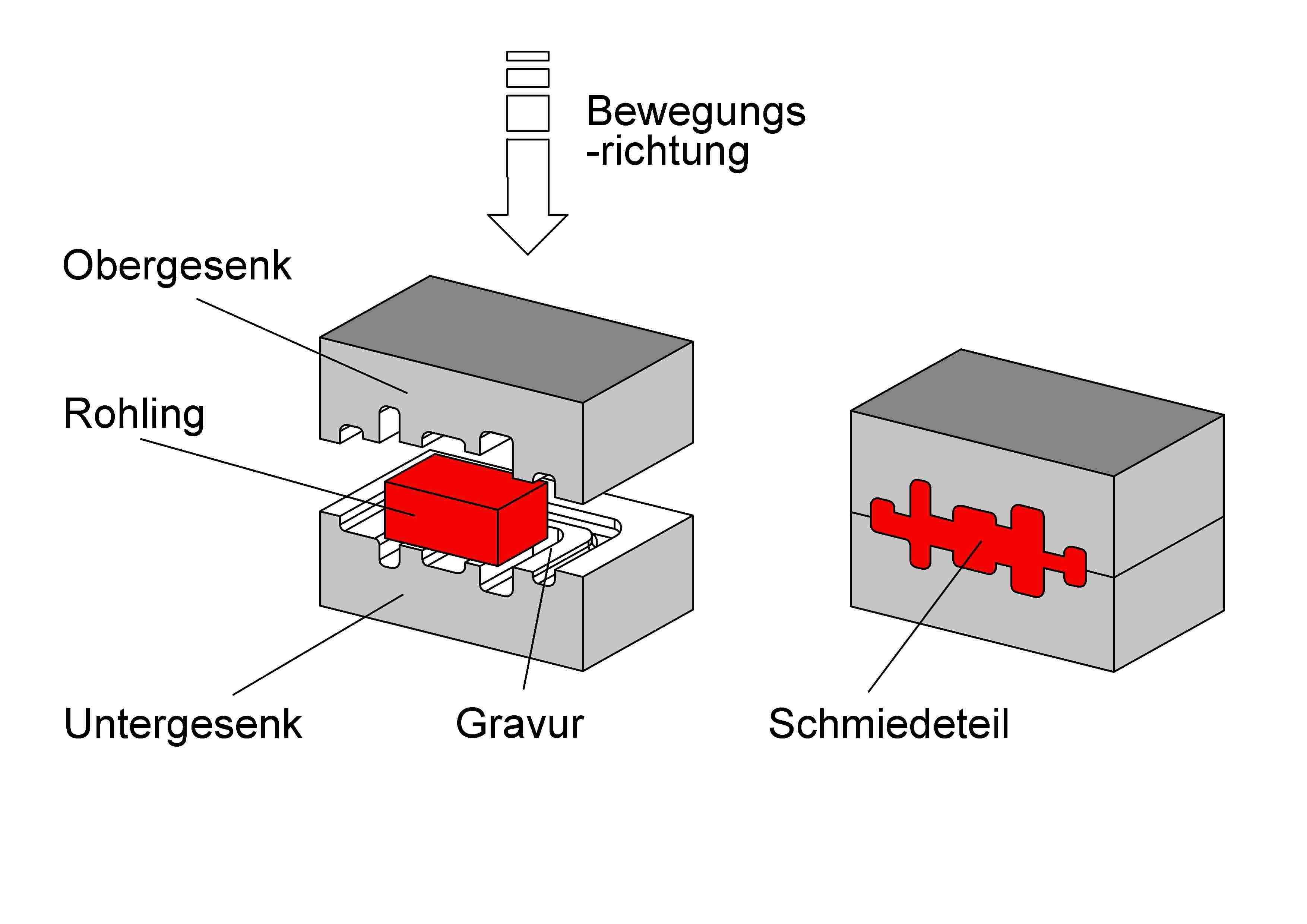

Zápustkové kování je strojní způsob tváření kovů resp. kování, při němž se na kovací teplotu ohřátý polotovar vtlačí tlakovým rázem bucharu (většinou během více pracovních zdvihů) nebo tlakem lisu (většinou jen jeden pracovní zdvih) do zvláštní formy, zápustky. Tato bývá zpravidla dvojdílná, musí být konstruována tak, aby po oddálení obou částí bylo možné výkovek (tvářenou součást) ze zápustky snadno vyjmout, případně je pro tento účel vybavena vyhazovačem/vyhazovači. 

## Postup
Zápustkové kování je vtlačování kovu v plastickém stavu do dutiny v ocelovém bloku. Obvykle se pracuje se spodní a vrchní zápustkou. Materiál se vloží do dutiny spodní zápustky a vrchní zápustka se úderem nebo silou přitlačuje na spodní zápustku.
Zápustka má kolem dutiny vyfrézovanou drážku pro výronek (přebytečný materiál, objem polotovaru musí být vždy o něco větší než je čistý objem dutiny zápustky). Je opatřena vodícími kolíky, které zapadají do děr ve vrchní zápustce a zaručují tak správné dosednutí obou částí. Je snaha navrhovat zápustky tak, aby reakční síly působily v ose pohybu beranu lisu, a nedocházelo k vychylování do stran. To je automaticky zajištěno u rotačních, a symetrických součástek. Výrazně nepravidelné díly se pak často kovají dva do jedné zápustky, souměrně sdružené, aby se síly působící kolmo na směr pohybu beranu navzájem vyrušily.  
Zápustkové kování se skládá z ohřevu na kovací teplotu, z předkování (pěchování), kování do zápustky a ostřižení výkovku (odstranění výronku na obvodu, případně prostřižení otvoru/otvorů do výkovku) – to je prováděno na dalším lisu pomocí ostřihovacího nástroje. Kovací teplota oceli je zhruba 1 250 °C, zápustku je tak během kování potřeba chladit a mazat, např. ostřikováním vodou s grafitem. Vody musí být jen tolik, aby se stihla vypařit do okamžiku dalšího pracovního zdvihu, nemělo by docházet k uzavření vody v dutině zápustky během pracovního zdvihu lisu. U bucharů se pro tento účel často používají dřevěné piliny.